# Kalanchoe neglecta
Kalanchoe neglecta ist eine Pflanzenart der Gattung Kalanchoe in der Familie der Dickblattgewächse (Crassulaceae).

## Beschreibung

### Vegetative Merkmale
Kalanchoe neglecta ist eine ausdauernde, vollständig kahle Pflanze, die Wuchshöhen von bis zu 100 Zentimeter erreicht. Die einfachen Triebe sind stielrund, die Laubblätter gestielt. Der nicht stängelumfassende Blattstiel ist auf der Oberseite gefurcht und 2 bis 8 Zentimeter lang. Die grüne, eiförmige, tief herzförmige oder schildförmige Blattspreite ist flach bis napfförmig. Sie ist 3,5 bis 13 Zentimeter lang und 3 bis 9 Zentimeter breit. An der Basis ist sie gestutzt oder ausgerandet und zweilappig. Der Blattrand ist ganzrandig oder leicht buchtig.

### Generative Merkmale
Der Blütenstand sind flachkopfige, vielblütige, ebensträußige Thyrsen. Der Kelch ist grün, die schmal lanzettlich dreieckigen Kelchzipfel sind 1,5 bis 3 Millimeter lang. Die Blütenkrone ist gelb bis orangefarben. Die fast zylindrische Kronröhre ist 6 bis 8 Millimeter lang. Ihre schmal lanzettlichen, scharf gespitzten Kronzipfel weisen eine Länge von 2,5 bis 3,5 Millimeter auf und sind 1,5 bis 3,5 Millimeter breit. Die Staubbeutel sind 0,6 bis 0,8 Millimeter lang. Die linealischen, zur Spitze hin allmählich spitz zulaufenden Nektarschüppchen weisen eine Länge von 1,6 bis 2,5 Millimeter auf.
Die Samen erreichen eine Länge von etwa 1 Millimeter.

## Systematik und Verbreitung
Kalanchoe neglecta ist im Nordosten der südafrikanischen Provinz KwaZulu-Natal auf Küstenebenen mit sandigen Böden verbreitet.
Die Erstbeschreibung durch Hellmut R. Toelken wurde 1978 veröffentlicht.

## Nachweise